# Nubeculariinae
Nubeculariinae es una subfamilia de foraminíferos bentónicos de la familia Nubeculariidae, de la superfamilia Cornuspiroidea, del suborden Miliolina y del orden Miliolida. Su rango cronoestratigráfico abarca desde el Jurásico hasta la Actualidad.

## Clasificación
Nubeculariinae incluye a los siguientes géneros:
- Gymnesina
- Nubecularia

Otros géneros considerado en Nubeculariinae es:
- Amorphina, aceptado como Nubecularia